# بولتون-وست، کبک
بولتون-وست (به فرانسوی: Bolton-Ouest) شهری در منطقه شهری بروم-میسیسکوا ناحیه مونترژی در استان کبک کانادا است. در سرشماری سال ۲۰۱۱ این شهر ۷۱۰ نفر جمعیت داشته‌است و مساحت آن ۱۰۳٫۵۹ کیلومتر مربع است.